# Audoen z Rouen
Audoen (Ouen) z Rouen, łac. Audoenus, również: Audöenus, Aldowin, Owen, Dado (ur. 609 w Sancy, obecnie prawdopodobnie Sancy-les-Cheminots, niedaleko Soissons, zm. 24 sierpnia 686 w Clichy-la-Garenne) – biskup Rouen w latach 641-686, święty Kościoła katolickiego.

## Życiorys
Był synem możnowładcy Authariusa. Jego dom odwiedził św. Kolumban z Iony a on sam został przez niego pobłogosławiony. Mając trzydzieści lat został sekretarzem króla Dagoberta. Był przyjacielem św. Eligiusza, złotnika na dworze i późniejszego bpa Noyon oraz autorem jego biografii. W 635 roku założył klasztor w Rebais, a pięć lat później został biskupem Rouen. Kolejnymi ośrodkami monastycznymi, które założył, były klasztory w Fécamp, Pavilly, Opactwo Jumièges oraz w Saint-Wandrille. Wybudował klasztor pod wezwaniem Sainte-Croix (Świętego Krzyża) w założonym, prawdopodobnie przez Dagoberta I, mieście La Croix-Saint-Ouen. W 893 roku stało się ono jednym z budynków gospodarczych opactwa św. Medarda w Soissons.
Audoen zmarł w drodze powrotnej z Rzymu.
Wspomnienie liturgiczne w Kościele katolickim obchodzone jest 24 sierpnia. Przeniesienie relikwii wspominane jest w Rouen 5 maja.